# Biosteres californicus
Biosteres californicus är en stekelart som först beskrevs av Fischer 1965.  Biosteres californicus ingår i släktet Biosteres och familjen bracksteklar. Inga underarter finns listade.